# Væbnet neutralitet
Væbnet neutralitet er i international politik en position, som kan indtages af en suveræn stat eller en gruppe stater, og som indebærer at de ikke går i alliance med nogen af siderne i en krig, men at den vil forsvare sig mod neutralitetskrænkelser fra alle parter.
Historien har budt på to 'væbnede neutralitetsforbund'. Det første var en alliance af mindre flådemagter, som Katharina 2. af Rusland organiserede i 1780 for at beskytte den neutrale søhandel under den amerikanske uafhængighedskrig. Det andet forbund fandt sted under Revolutionskrigene og var et forsøg på at samle kræfterne igen. Et muligt tredje forbund blev diskuteret under den amerikanske borgerkrig, men blev aldrig realiseret.
Schweiz og Sverige er hver især kendt for deres væbnede neutralitet, som de opretholdt under både første og anden verdenskrig. Spanien var også neutral under begge verdenskrige.
Under anden verdenskrig antoges det, at Irland ville slutte sig til den modsatte side, hvis en af parterne (Storbritannien eller Tyskland) prøvede at invadere; historien har siden vist at begge sider havde lagt planer om at invadere Irland (se Irsk neutralitet). Irland var udadtil neutral under krigen, men gjorde indrømmelser over for De Allierede ved at dele efterretnings- og vejroplysninger, samt ved at hjemsende nedstyrtede RAF-flyvere.

## Fodnoter
1. ↑  Oppenheim, International Law: War and Neutrality, 1906, p. 325.
2. ↑  Se overordnet Scott,:The Armed Neutralities of 1780 and 1800: A Collection of Official Documents Preceded by the Views of Representative Publicists, 1918; Karsh, Neutrality and Small States, 1988, p. 16-17; Jones, Crucible of Power: A History of American Foreign Relations to 1913, 2009, p. 15-17.
3. ↑  Se overordnet Scott: The Armed Neutralities of 1780 and 1800: A Collection of Official Documents Preceded by the Views of Representative Publicists, 1918; Karsh, Neutrality and Small States, 1988, p. 17.
4. ↑  Bienstock, The Struggle for the Pacific, 2007, p. 150.
5. ↑  Bissell og Gasteyger, The Missing link: West European Neutrals and Regional Security, 1990, p. 117; Murdoch and Sandler, "Swedish Military Expenditures and Armed Neutrality," i The Economics of Defence Spending, 1990, p. 148-149.
6. ↑  John P. Duggan, Neutral Ireland and the Third Reich Lilliput Press; Rev. ed edition, 1989. p. 223
7. ↑  Burke, Dan. "Benevolent Neutrality". The War Room. Arkiveret fra originalen 20. juni 2013. Hentet 25. juni 2013.